# Seleção Fijiana de Rugby Sevens Feminino
A Seleção das Fiji de rugby sevens representa Fiji nos torneios femininos de rugby sevens. Trata-se de uma das equipes mais renomadas da Oceania e até mesmo do mundo. Dentre as aparições de maior destaque estão a conquista dos Jogos do Pacífico de 2011 e o desempenho nos Jogos Olímpicos de Verão de 2016.

## História
Fiji conquistou a medalha de ouro nos Jogos do Pacífico de 2011, em Nouméa, Nova Caledônia. Elas se classificaram para a Copa do Mundo de Rugby Sevens de 2013, na Rússia, onde venceram a final do Bowl. A Fijiana venceu o Oceania Women's Sevens 2015 em Auckland e se classificou para os Jogos Olímpicos de Verão de 2016 no Rio de Janeiro. Em 2018, competiram nos Jogos da Commonwealth na Austrália e ficaram em quinto lugar geral. No final de julho, participaram da Copa do Mundo de Rugby Sevens de 2018 e terminaram em 11º lugar.
A seleção das Fiji também se classificou para os Jogos Olímpicos de Verão de 2020 em Tóquio e conquistou a medalha de bronze após derrotar a Grã-Bretanha. Elas conquistaram sua quarta medalha de ouro nos Jogos do Pacífico de 2023, após a vitória sobre Papua-Nova Guiné em Honiara.

## Desempenho

### Jogos Olímpicos
| 2016  | Quartas de final | 8º  | 6  | 2 | 0 | 4  |
| 2020  | Semifinais       | 3º  | 6  | 4 | 0 | 2  |
| 2024  | Fase de grupos   | 12º | 5  | 0 | 0 | 5  |
| Total | 0 títulos        | 0/3 | 17 | 6 | 0 | 11 |

### Copa do Mundo
| 2009  | Não classificada | Não classificada | Não classificada | Não classificada | Não classificada | Não classificada |
| 2013  | Bowl             | 9º               | 6                | 3                | 1                | 2                |
| 2018  |                  | 11º              | 4                | 2                | 0                | 2                |
| 2022  |                  | 5º               | 4                | 3                | 0                | 1                |
| Total | 0 títulos        | 0/4              | 14               | 8                | 1                | 5                |